# MCB Tour Championship 2012

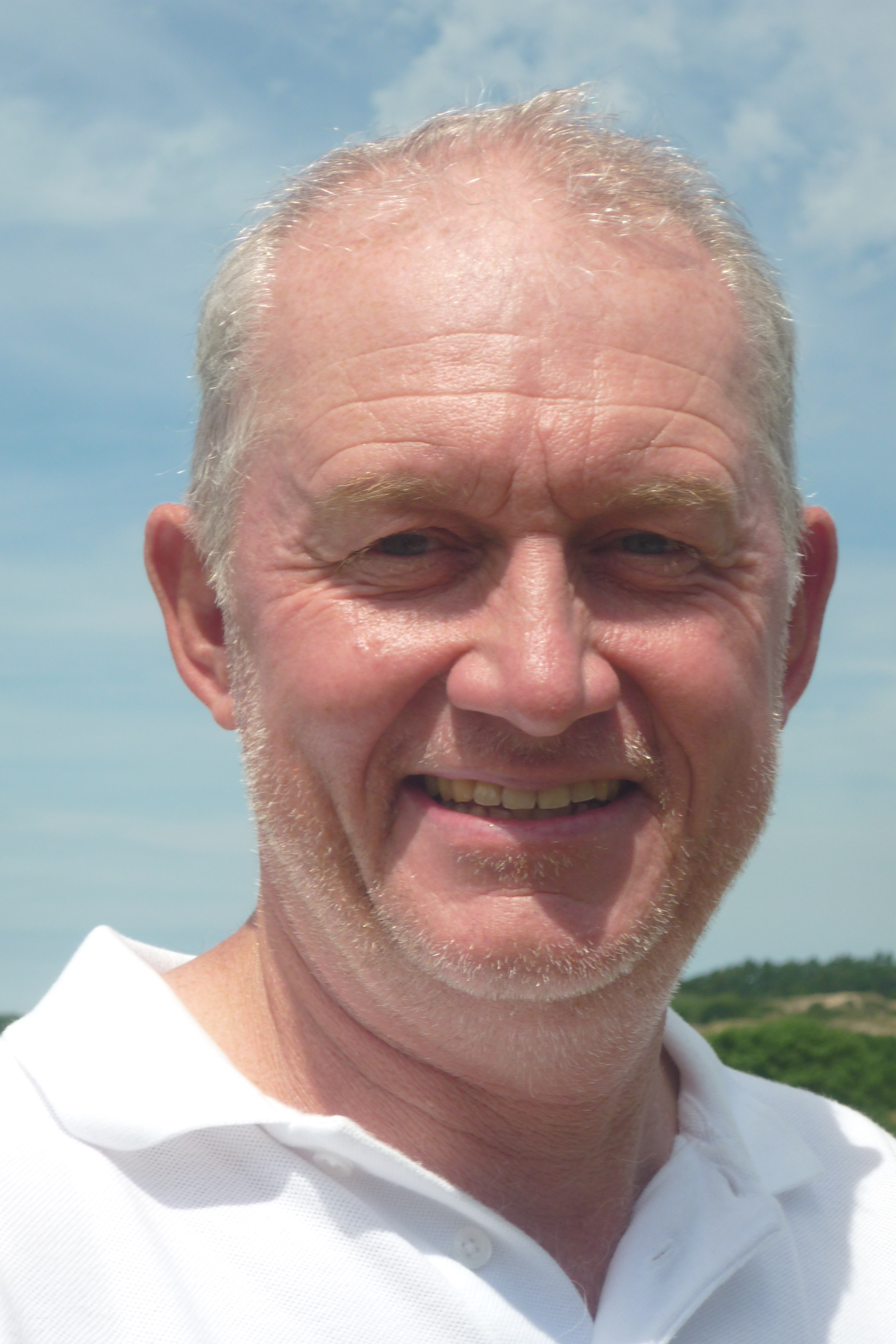
Roger Chapman
Winnaar van de Order of Merit 2012

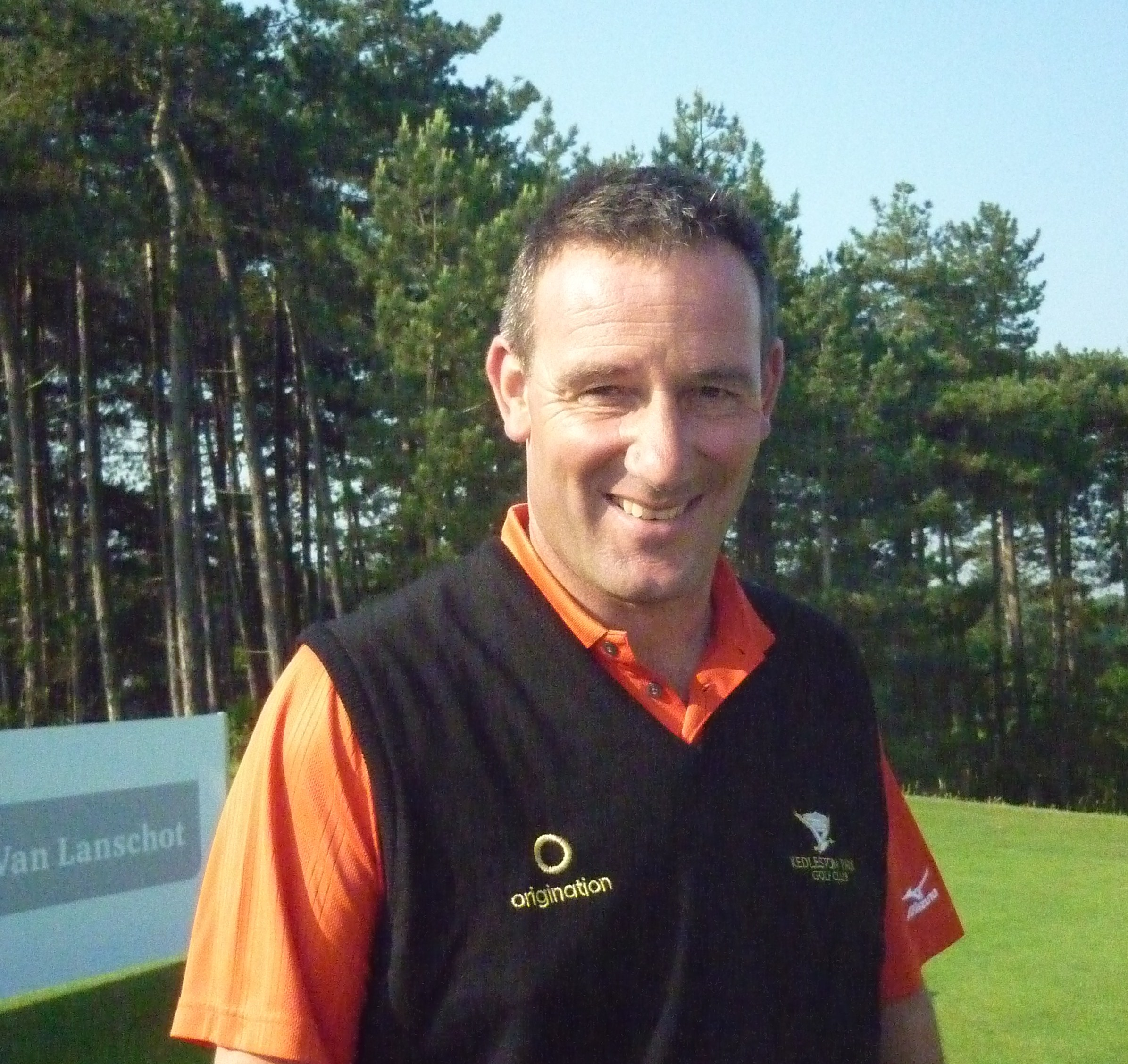
Paul Wesselingh
Rookie 2012

Het MCB Tour Championship is een golftoernooi van de Europese Senior Tour.
De editie van 2012 wordt gespeeld in december en is het laatste toernooi van het seizoen. Alleen de top-75 spelers van de Order of Merit mogen meedoen plus de winnaar van 2011, de winnaars van een Major en eventueel maximaal drie genodigden.

## Spelers
De Order of Merit voor het laatste toernooi is als volgt:
| 1. Roger Chapman 2. Barry Lane 3. Peter Fowler 4. Tim Thelen 5. Paul Wesselingh R 6. Anders Forsbrand 7. Gary Wolstenholme 8. Des Smyth 9. Bernhard Langer 10. Mark James 11. Carl Mason 12. David J Russell 13. Mark Mouland 14. Chris Williams 15. Andrew Oldcorn 16. Philip Golding 17. Mike Harwood 18. Dick Mast R 19. Ian Woosnam 20. David Frost 21. Andrew Sherborne 22. Peter Senior 23. Terry Price 24. Ross Drummond 25. Marc Farry 26. Juan Quiros 27. Bill Longmuir 28. Boonchu Ruangkit 29. Miguel Angel Martin R 30. Mike Cunning 31. Gordon Manson 32. Kevin Spurgeon 33. Massy Kuramoto 34. Rick Gibson R 35. John Harrison 36. Glenn Ralph 37. Bob Cameron 38. Graham Banister 39. Angel Franco 40. David Merriman 41. Tony Johnstone 42. Steve van Vuuren 43. Steve Cipa 44. Gordon Brand Jr. 45. John Gould 46. Sam Torrance 47. George Ryall 48. Gerry Norquist R 49. Katsuyoshi Tomori 50. Peter Mitchell 51. Stephen McAllister R 52. Angel Fernandez 53. Jeff Hall 54. Mark Belsham 55. Jerry Bruner 56. Delroy Cambridge 57. Jean Pierre Sallat 58. Tim Elliott R 59. Philip Walton R 60. Denis O'Sullivan 61. Domingo Hospital 62. Peter A Smith 63. Nick Job 64. Denis Durnian 65. Noel Ratcliffe 66. Jim Rhodes 67. Gordon J. Brand 68. Luis Carbonetti 69. Andrew Murray 70. Paul Curry 71. Bobby Lincoln 72. Rodger Davis 73. Eduardo Romero 74. Roger Sabarros R 75. Zeke Martinez R | Titelverdediger - Tom Lehman Winnaars van de laatste Majors - Roger Chapman (US Sr Open) Invitaties |

R = Rookie